# John Kirwan (Rugbyspieler)
Sir John James Patrick Kirwan, KNZM, MBE (* 16. Dezember 1964 in Auckland) ist ein ehemaliger neuseeländischer Rugby-Union-Spieler. Er gehört zu den erfolgreichsten Spielern der 1980er und 1990er Jahre. Kirwan kam 96 Mal für die All Blacks (Nationalmannschaft) zum Einsatz und wurde auf der Position des Außendreiviertels eingesetzt. Während zwei Jahren spielte er auch Rugby League. Seit seinem Rücktritt ist er als Trainer tätig, er betreute unter anderem die Nationalmannschaften Italiens und Japans.

## Karriere
Auf Vereinsebene spielte Kirwan ab 1983 für Auckland Marist und wurde noch im selben Jahr in die Auswahlmannschaft des Regionalverbandes Auckland Rugby Football Union berufen. Mit Auckland gewann Kirwan acht Mal die neuseeländische Meisterschaft und war auch maßgeblich dafür verantwortlich, dass Auckland von 1985 bis 1993 in 61 Herausforderungsspielen um den Ranfurly Shield ungeschlagen blieb. Von 1986 bis 1990 spielte Kirwan in Italien für Benetton Rugby Treviso.
Sein erstes Länderspiel mit den All Blacks bestritt Kirwan am 16. Juni 1984 gegen Frankreich. Bis zum 6. August 1994 kam er in 63 Länderspielen zum Einsatz und erzielte dabei 35 Versuche. Hinzu kommen 33 weitere Spiele gegen Provinz- und Vereinsmannschaften, in denen ihm weitere 32 Versuche gelangen. Damit war er seinerzeit der erfolgreichste neuseeländische Nationalspieler überhaupt. Bei der Rugby-Union-Weltmeisterschaft 1987 konnte er mit dem Gewinn des Weltmeistertitels seinen größten Erfolg feiern.
1995 und 1996 spielte Kirwan Rugby League für die Auckland Warriors und stand danach bis 2001 bei der japanischen Mannschaft NEC Green Rockets in Abiko unter Vertrag (die letzten zwei Jahre als Spielertrainer). Es folgte ein kurzes, erfolglosen Engagement als Assistenztrainer der Auckland Blues in der Super 12-Liga. 
2002 wurde Kirwan Trainer der italienischen Nationalmannschaft. Unter seiner Führung konnte Italien unter anderem gegen Wales und Schottland gewinnen. Nachdem bei Six Nations 2005 kein einziger Sieg errungen werden konnte, wurde Kirwan im April 2005 vom italienischen Verband entlassen. Am 25. Oktober 2006 wurde er vom japanischen Verband engagiert und kam zunächst als Berater zum Einsatz, bis er am 1. Januar 2007 das Amt des Trainers der japanischen Nationalmannschaft übernahm.
2003 wurde er in die International Rugby Hall of Fame aufgenommen.

## Statistik
- Länderspiele mit den All Blacks: 63
- Sonstige Spiele mit den All Blacks: 33
- 35 erzielte Versuche in Länderspielen
- NPC-Meister mit Auckland: 1984, 1985, 1987, 1988, 1989, 1990, 1993, 1994
- Italienischer Meister mit Treviso: 1989